# 专家学位
专家学位（俄語：Специалист）按照基礎專業教育大綱實施，學制為5年。學生畢業後獲得「高等教育畢業證書」，同時可獲得专家學位。此学位为俄罗斯学制学位，相等於研究碩士学位，获得专家學位之后可直接申请攻读副博士学位。此学位多见于俄罗斯联邦及独联体国家的医学、工程学类的专业。
例如国际关系专业：學生通过5年的全日制学习畢業後獲得「高等教育畢業證書」，同時可獲得国际关系专家學位。可直接申请攻读相关专业的副博士学位。